# Ferrari 412 T1
La Ferrari 412 T1 e T1B è la quarantunesima automobile monoposto sportiva costruita e impiegata dalla Scuderia Ferrari per prendere parte al campionato mondiale di Formula 1, nel 1994.

## Sviluppo
Dopo tre stagioni segnate da risultati di scarso livello e da vetture poco competitive e inaffidabili, già nel 1993 la Scuderia Ferrari aveva intrapreso una lenta rifondazione della propria struttura. Tra i vari provvedimenti, il presidente Luca Cordero di Montezemolo aveva ingaggiato John Barnard con un contratto a lungo termine, mettendolo a capo del Ferrari Design and Development (FDD), struttura creata ad hoc con sede a Shalford, in Inghilterra.
Dopo una prima fase nella quale il FDD si limitò a fornire consulenze per la progettazione della monoposto per il 1993, nel 1994 la nuova struttura progettuale entrò in funzione a pieno regime, prendendo direttamente in carico la concezione della nuova vettura.
Il progetto inglese venne poi affidato a Gustav Brunner, che lo sviluppò col proprio team a Maranello: nacque così la Ferrari 412 T1, il cui nome evocava il numero di valvole per cilindro (4), il numero stesso dei cilindri (12) e la presenza del cambio trasversale (T).
La fase tra la fine della stagione 1993 e l'inizio di quella del 1994 era tuttavia avvolta dall'incertezza in merito ai regolamenti cui attenersi, sicché (in assenza di criteri tecnici certi) i progettisti ebbero cura di mantenere una certa flessibilità costruttiva, onde rendere possibile apportarvi in tempi brevi modifiche e cambiamenti.
Il regolamento di Formula 1 venne infatti rivoluzionato: rispetto al 1993 vennero bandite le sospensioni attive, il controllo della trazione, l'ABS, i freni assistiti, il differenziale elettronico e la telemetria bidirezionale; Fu inoltre introdotto un ulteriore elemento tattico, autorizzando l'effettuazione di rifornimenti di carburante durante la corsa, che portò a una riduzione delle dimensioni dei serbatoi.

## Tecnica
L'idea di base del progetto era la ricerca di una maggiore rigidità rispetto al telaio, sicché i tecnici svolsero un complesso lavoro di studio al fine di adattare al meglio il motore alle nuove esigenze del corpo vettura.

### Cambio e sospensioni
Le novità più rilevanti consistettero nell'adozione del cambio trasversale e di attacchi al telaio delle sospensioni anteriori a piastrina flessibile in luogo del precedente sistema a sfera.

### Aerodinamica
Dal punto di vista dell'aerodinamica la vettura presentò un muso ancora più alto rispetto all'antesignana F93 A; vennero poi ridisegnate le pance laterali, che assunsero una forma trapezoidale (strette all'anteriore, si allargavano al centro e si restringevano nella coda, dotata del consueto profilo "a Coca-cola"), con le prese d'aria dei radiatori a forma di ogiva. Queste ultime si rivelarono però foriere di problemi, in quanto sottodimensionate per le esigenze di raffreddamento del V12, in particolare sui circuiti non molto veloci: in un primo momento si corse ai ripari allargandole manualmente, semplicemente segando via il bordo inferiore dell'imboccatura, dopodiché si optò per una soluzione più "stabile".

### Motore
A inizio stagione la vettura era equipaggiata con il motore Tipo 041, derivato dal propulsore della stagione precedente, con architettura a 12 cilindri a V di 65°. A partire dalle prove del Gran Premio di San Marino venne introdotto il nuovo Tipo 043 caratterizzato dall'angolo della V portato a 75° e differenti misure di alesaggio e corsa, utilizzato poi in gara a partire dal Gran Premio di Germania.

### Versione B
Dal Gran Premio di Francia la vettura subì alcune sostanziali modifiche: la nuova versione, identificata con il nome di 412 T1B, vide l'introduzione di nuove pance laterali, più corte, strette e arretrate, con prese d'aria generose e dotate di bargeboards (una novità per la Ferrari) davanti alle loro imboccature. In tal modo si rese più sostanzioso il flusso d'aria verso il propulsore, risolvendo i problemi di surriscaldamento palesati dalla prima versione.

## Scheda tecnica
| Caratteristiche tecniche - Ferrari 412 T1                | Caratteristiche tecniche - Ferrari 412 T1                                                      | Caratteristiche tecniche - Ferrari 412 T1                                                      | Caratteristiche tecniche - Ferrari 412 T1                                                                         | Caratteristiche tecniche - Ferrari 412 T1                                                                         | Caratteristiche tecniche - Ferrari 412 T1                                                                         |
| -------------------------------------------------------- | ---------------------------------------------------------------------------------------------- | ---------------------------------------------------------------------------------------------- | --- | --- | --- |
|                                                          |                                                                                                |                                                                                                | | | |
| Configurazione                                           |                                                                                                |                                                                                                | | | |
| Carrozzeria: monoposto                                   | Carrozzeria: monoposto                                                                         | Posizione motore: posteriore                                                                   | Posizione motore: posteriore                                                                                      | Trazione: posteriore                                                                                              | Trazione: posteriore                                                                                              |
| Dimensioni e pesi                                        |                                                                                                |                                                                                                | | | |
| Ingombri (lungh.×largh.×alt. in mm): 4 459 × 1 995 × 995 | Ingombri (lungh.×largh.×alt. in mm): 4 459 × 1 995 × 995                                       | Ingombri (lungh.×largh.×alt. in mm): 4 459 × 1 995 × 995                                       | Ingombri (lungh.×largh.×alt. in mm): 4 459 × 1 995 × 995                                                          | Diametro minimo sterzata:                                                                                         | Diametro minimo sterzata:                                                                                         |
| Interasse: 2 950 mm                                      | Interasse: 2 950 mm                                                                            | Carreggiate: anteriore 1690 - posteriore 1605 mm                                               | Carreggiate: anteriore 1690 - posteriore 1605 mm                                                                  | Altezza minima da terra:                                                                                          | Altezza minima da terra:                                                                                          |
| Posti totali: 1                                          | Posti totali: 1                                                                                | Bagagliaio:                                                                                    | Bagagliaio: | Serbatoio: | Serbatoio: |
| Masse                                                    | a vuoto: 505 kg                                                                                | a vuoto: 505 kg                                                                                | a vuoto: 505 kg                                                                                                   | a vuoto: 505 kg                                                                                                   | a vuoto: 505 kg                                                                                                   |
| Meccanica                                                |                                                                                                |                                                                                                | | | |
| Tipo motore: Ferrari 043 V12 con bancate di 75°          | Tipo motore: Ferrari 043 V12 con bancate di 75°                                                | Tipo motore: Ferrari 043 V12 con bancate di 75°                                                | Cilindrata: 3497 cm³                                                                                              | Cilindrata: 3497 cm³                                                                                              | Cilindrata: 3497 cm³                                                                                              |
| Distribuzione:                                           | Distribuzione:                                                                                 | Distribuzione:                                                                                 | Alimentazione: iniezione elettronica digitale Magneti Marelli                                                     | Alimentazione: iniezione elettronica digitale Magneti Marelli                                                     | Alimentazione: iniezione elettronica digitale Magneti Marelli                                                     |
| Prestazioni motore                                       | Potenza: 800 CV                                                                                | Potenza: 800 CV                                                                                | Potenza: 800 CV                                                                                                   | Potenza: 800 CV                                                                                                   | Potenza: 800 CV                                                                                                   |
| Accensione: elettronica Magneti Marelli statica          | Accensione: elettronica Magneti Marelli statica                                                | Accensione: elettronica Magneti Marelli statica                                                | Impianto elettrico:                                                                                               | Impianto elettrico:                                                                                               | Impianto elettrico:                                                                                               |
| Frizione:                                                | Frizione:                                                                                      | Frizione:                                                                                      | Cambio: trasversale Ferrari, 6 marce e retromarcia con comando semiautomatico sequenziale a controllo elettronico | Cambio: trasversale Ferrari, 6 marce e retromarcia con comando semiautomatico sequenziale a controllo elettronico | Cambio: trasversale Ferrari, 6 marce e retromarcia con comando semiautomatico sequenziale a controllo elettronico |
| Telaio                                                   |                                                                                                |                                                                                                | | | |
| Corpo vettura                                            | materiali compositi, a nido d'ape con fibre di carbonio                                        | materiali compositi, a nido d'ape con fibre di carbonio                                        | materiali compositi, a nido d'ape con fibre di carbonio                                                           | materiali compositi, a nido d'ape con fibre di carbonio                                                           | materiali compositi, a nido d'ape con fibre di carbonio                                                           |
| Sospensioni                                              | anteriori: indipendenti a puntone / posteriori: indipendenti a puntone                         | anteriori: indipendenti a puntone / posteriori: indipendenti a puntone                         | anteriori: indipendenti a puntone / posteriori: indipendenti a puntone                                            | anteriori: indipendenti a puntone / posteriori: indipendenti a puntone                                            | anteriori: indipendenti a puntone / posteriori: indipendenti a puntone                                            |
| Freni                                                    | anteriori: a disco autoventilanti in carbonio / posteriori: a disco autoventilanti in carbonio | anteriori: a disco autoventilanti in carbonio / posteriori: a disco autoventilanti in carbonio | anteriori: a disco autoventilanti in carbonio / posteriori: a disco autoventilanti in carbonio                    | anteriori: a disco autoventilanti in carbonio / posteriori: a disco autoventilanti in carbonio                    | anteriori: a disco autoventilanti in carbonio / posteriori: a disco autoventilanti in carbonio                    |
| Pneumatici                                               | Goodyear / Cerchi: BBS da 13 in                                                                | Goodyear / Cerchi: BBS da 13 in                                                                | Goodyear / Cerchi: BBS da 13 in                                                                                   | Goodyear / Cerchi: BBS da 13 in                                                                                   | Goodyear / Cerchi: BBS da 13 in                                                                                   |

## Carriera agonistica

### La stagione

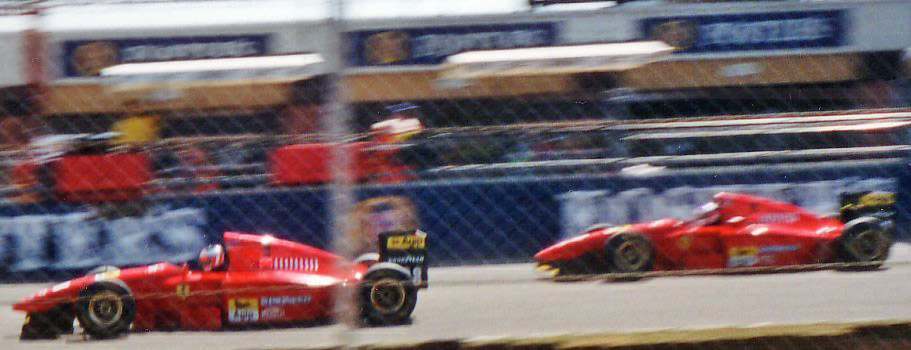
Le due Ferrari di Alesi e Berger al Gran Premio di Gran Bretagna 1994

La prima gara disputata fu il Gran Premio del Brasile il 27 marzo 1994.
Con questa vettura la scuderia di Maranello ritrovò una competitività ad alto livello che le mancava da tempo: molto merito di tale recupero era da ricercarsi nell'eliminazione per regolamento delle sospensioni attive, accessorio nel quale squadre come Williams e Benetton avevano un notevole vantaggio (in termini di sviluppo e affidabilità) sulla Ferrari.
La monoposto si mise in luce soprattutto per l'elevata potenza del motore, superiore a tutta la concorrenza; le Ferrari monopolizzarono infatti l'intera prima fila nelle due gare più veloci (Germania e Italia) centrando la vittoria a Hockenheim (erano quasi quattro gli anni di digiuno) e il secondo posto a Monza e Imola. Di contro la macchina non offriva prestazioni all'altezza delle altre vetture di prima categoria negli circuiti misti e in quelli più lenti (Hungaroring, Monaco, Jerez), in cui a volte anche altre scuderie riuscivano a inserirsi davanti alla rossa, particolarmente in difficoltà nell'ottenere un carico aerodinamico sufficiente. Un'affidabilità non sempre buona e qualche sfortuna poi contribuirono a far perdere al team molti altri potenziali risultati.
Nel corso della stagione 1994 la 412 T1 ottenne in tutto 1 vittoria e 3 pole position, chiudendo al 3º posto nel campionato costruttori con un bottino di 71 punti, di cui 41 conquistati da Gerhard Berger, 24 da Jean Alesi e 6 da Nicola Larini, che sostituì il francese per due gare.

## Risultati in Formula 1
| Anno | Team    | Motore  | Gomme | Piloti |     |     |     |   |     |   |     |     |     |     |     |     |     |    |     |   | Punti | Pos. |
| ---- | ------- | ------- | ----- | ------ | --- | --- | --- | - | --- | - | --- | --- | --- | --- | --- | --- | --- | -- | --- | - | ----- | ---- |
| 1994 | Ferrari | Ferrari | G     | Alesi  | 3   |     |     | 5 | 4   | 3 | Rit | 2   | Rit | Rit | Rit | Rit | Rit | 10 | 3   | 6 | 71    | 3º   |
| 1994 | Ferrari | Ferrari | G     | Berger | Rit | 2   | Rit | 3 | Rit | 4 | 3   | Rit | 1   | 12  | Rit | 2   | Rit | 5  | Rit | 2 | 71    | 3º   |
| 1994 | Ferrari | Ferrari | G     | Larini |     | Rit | 2   |   |     |   |     |     |     |     |     |     |     |    |     |   | 71    | 3º   |

| Legenda | 1º posto     | 2º posto | 3º posto    | A punti         | Senza punti/Non class.  | Grassetto – Pole position Corsivo – Giro più veloce |
| Legenda | Squalificato | Ritirato | Non partito | Non qualificato | Solo prove/Terzo pilota | Grassetto – Pole position Corsivo – Giro più veloce |